# Torneo Apertura 2022 (Liga MX Femenil)
El Torneo Apertura 2022 fue la XI edición del campeonato de liga de la Primera División Femenil de México con el que dio inicio a la temporada futbolística 2022-23. La Primera División Femenil de México, conocida también como Liga MX Femenil, es la principal liga de fútbol profesional femenil en México la cual está regulada por la Federación Mexicana de Fútbol.

## Sistema de competición
El torneo de la Liga MX Femenil, está conformado en dos partes:
- Fase de calificación: Se integra por las 17 jornadas del torneo.
- Fase final: Se integra por los partidos de cuartos de final, semifinal y final, más conocida como liguilla.

### Fase de clasificación
En la fase de clasificación se observó el sistema de puntos. La ubicación en la tabla general, está sujeta a las siguientes condiciones:
- Por juego ganado se obtendrán tres puntos.
- Por juego empatado se obtendrá un punto.
- Por juego perdido no se otorgan puntos.

En esta fase participan los 18 clubes de la Liga MX Femenil jugando en cada torneo todos contra todos durante las 17 jornadas respectivas, a un solo partido.
El orden de los clubes al final de la fase de calificación del torneo corresponderá a la suma de los puntos obtenidos por cada uno de ellos y se presentará en forma descendente. Si al finalizar las 17 jornadas del torneo, dos o más clubes estuviesen empatados en puntos, su posición en la tabla general será determinada atendiendo a los siguientes criterios de desempate:
1. Mejor diferencia entre los goles anotados y recibidos y goles.
2. Mayor número de goles anotados.
3. Marcadores particulares entre los clubes empatados.
4. Mayor número de goles anotados como visitante.
5. Mejor ubicado en la tabla general de cociente
6. Tabla Fair Play
7. Sorteo.

Para determinar los lugares que ocuparán los clubes que participen en la fase final del torneo se tomará como base la tabla general de clasificación.
Participan automáticamente por el título de Campeón de la Liga MX Femenil, los ocho primeros clubes de la tabla general de clasificación al término de las 17 jornadas.

### Fase final
Los ocho clubes calificados para cuartos de final serán reubicados de acuerdo con el lugar que ocupen en la tabla General al término de la jornada 17, con el puesto del número uno al club mejor clasificado, y así hasta el número 8. Los partidos a esta fase se desarrollarán a visita, en las siguientes etapas:
Los clubes vencedores en los partidos de cuartos de final y semifinal serán aquellos que en los dos juegos anoten el mayor número de goles. De existir empate en el número de goles anotados, la posición se definirá a favor del club con mayor cantidad de goles a favor cuando actúe como visitante. Aplicarán las mismas normativas para el orden de enfrentamientos la ronda de semifinales y final.
Si una vez aplicado el criterio anterior los clubes siguieran empatados, se observará la posición de los clubes en la tabla general de clasificación.
Los partidos correspondientes a las fases de visita recíproca se jugarán obligatoriamente los días viernes y lunes, en su caso, exclusivamente en forma descendente, los cuatro clubes mejor clasificados en la tabla general al término de la jornada 17, el día y horario de su partido como local. Los siguientes cuatro clubes podrán elegir únicamente el horario.
El club vencedor de la final y por lo tanto Campeón, será aquel que en los dos partidos anote el mayor número de goles. Si al término del tiempo reglamentario el partido está empatado, se agregarán dos tiempos extras de 15 minutos cada uno. De persistir el empate en estos periodos, se procederá a lanzar tiros penales hasta que resulte un vencedor.
Los partidos de cuartos de final se jugarán de la siguiente manera:
En las semifinales participarán los cuatro clubes vencedores de cuartos de final, reubicándolos del uno al cuatro, de acuerdo a su mejor posición en la tabla General de clasificación al término de la jornada 17 del torneo correspondiente, enfrentándose:
Disputarán el título de Campeón del Torneo de Clausura 2021, los dos clubes vencedores de la fase semifinal correspondiente, reubicándolos del uno al dos, de acuerdo a su mejor posición en la tabla general de clasificación al término de la jornada 17 de cada Torneo.

## Información de los equipos

### Equipos por Entidad Federativa
| Entidad Federativa | N.º | Equipos                   |
| ------------------ | --- | ------------------------- |
| Ciudad de México   | 3   | América, Cruz Azul y UNAM |
| Jalisco            | 2   | Atlas y Guadalajara       |
| Nuevo León         | 2   | Monterrey y Tigres        |
| Aguascalientes     | 1   | Necaxa                    |
| Baja California    | 1   | Tijuana                   |
| Chihuahua          | 1   | Juárez                    |
| Coahuila           | 1   | Santos                    |
| Estado de México   | 1   | Toluca                    |
| Guanajuato         | 1   | León                      |
| Hidalgo            | 1   | Pachuca                   |
| Puebla             | 1   | Puebla                    |
| Querétaro          | 1   | Querétaro                 |
| San Luis Potosí    | 1   | Atlético de San Luis      |
| Sinaloa            | 1   | Mazatlán                  |

### Información de los equipos participantes
| Equipo               | Entrenador           | Ciudad                               | Estadio                   | Capacidad | Patrocinador       | Kit          |
| -------------------- | -------------------- | ------------------------------------ | ------------------------- | --------- | ------------------ | ------------ |
| América              | Ángel Villacampa     | Ciudad de México                     | Azteca                    | 87 000    | AT&T               | Nike         |
| Atlas                | Fabiola Vargas       | Guadalajara, Jalisco                 | Jalisco                   | 56 713    |                    | Charly       |
| Atlético de San Luis | Fernando Samayoa     | San Luis Potosí, San Luis Potosí     | Alfonso Lastras           | 30 000    | Canel's            | Pirma        |
| Cruz Azul            | Carlos Roberto Pérez | Ciudad de México                     | Instalaciones de La Noria | 400       | Cemento Cruz Azul  | Joma         |
| Guadalajara          | Juan Pablo Alfaro    | Zapopan, Jalisco                     | Akron                     | 49 850    | Sello Rojo         | Puma         |
| Juárez               | Milagros Martínez    | Ciudad Juárez, Chihuahua             | Olímpico Benito Juárez    | 19 703    | S-Mart             | Sporelli     |
| León                 | Adrián Martínez      | León, Guanajuato                     | Nou Camp                  | 31 297    | Cementos Fortaleza | Charly       |
| Mazatlán             | Alonso Madrigal INT  | Mazatlán, Sinaloa                    | Kraken                    | 25 000    | Banco Azteca       | Pirma        |
| Monterrey            | Eva Espejo           | Guadalupe, Nuevo León                | BBVA                      | 53 500    | BBVA México        | Puma         |
| Necaxa               | Gerardo Castillo     | Aguascalientes, Aguascalientes       | Victoria                  | 25 994    | Rolcar             | Pirma        |
| Pachuca              | Juan Carlos Cacho    | Pachuca, Hidalgo                     | Hidalgo                   | 30 000    | Cementos Fortaleza | Charly       |
| Puebla               | Pablo Luna           | Puebla, Puebla                       | Cuauhtémoc                | 51 726    | Baz                | Umbro        |
| Querétaro            | Carla Rossi          | Querétaro, Querétaro                 | Olímpico Alameda          | 4 600     | Pedigree           | Charly       |
| Santos               | Jorge Campos Valadez | Torreón, Coahuila                    | Corona                    | 30 000    | Soriana            | Charly       |
| Tigres               | Carmelina Moscato    | San Nicolas de los Garza, Nuevo León | Universitario             | 41 615    | Cemex              | Adidas       |
| Tijuana              | Juan Romo            | Tijuana, Baja California             | Caliente                  | 27 333    | Caliente           | Charly       |
| Toluca               | Gabriel Velasco      | Toluca, Estado de México             | Nemesio Díez              | 30 000    | Arabela            | Under Armour |
| UNAM                 | David Cotero INT     | Ciudad de México                     | Olímpico Universitario    | 72 000    | DHL                | Nike         |

### Cambios de entrenadores
| Equipo   | Entrenador(a) (Jornadas)   | Fecha de vacante      | Tipo de salida               | Pos. | Entrenador entrante | Fecha de nombramiento |
| -------- | -------------------------- | --------------------- | ---------------------------- | ---- | ------------------- | --------------------- |
| Mazatlán | Juan Carlos Mendoza (1-10) | 30 de agosto de 2022  | Despido                      | 18.° | Alonso Madrigal INT | 31 de agosto de 2022  |
| UNAM     | Karina Báez (1-16)         | 19 de octubre de 2022 | Despido y problemas de salud | 10.° | David Cotero INT    | 19 de octubre de 2022 |

#### Sedes alternas
| Equipo      | Ciudad                    | Estadio                                           | Capacidad |
| ----------- | ------------------------- | ------------------------------------------------- | --------- |
| América     | Ciudad de México          | Cancha Centenario No. 5 Club América              | 2 000     |
| Atlas       | Guadalajara, Jalisco      | Alfredo "Pistache" Torres                         | 3 000     |
| Atlas       | Guadalajara, Jalisco      | Centro de Capacitación de Fútbol Atlas FC (CECAF) | 0         |
| Guadalajara | Zapopan, Jalisco          | Verde Valle - Cancha 2                            | 2 000     |
| León        | Lagos de Moreno, Jalisco  | La Esmeralda - Cancha 2                           | 0         |
| Monterrey   | Santiago, Nuevo León      | El Barrial                                        | 1 000     |
| Toluca      | Metepec, Estado de México | Instalaciones de Metepec - Cancha 2               | 1 000     |
| UNAM        | Ciudad de México          | La Cantera                                        | 2 000     |

## Torneo Regular
- El calendario se lanzó la noche del 9 de junio,[4] y se encuentra disponible aquí
- Los horarios son correspondientes al Tiempo del Centro de México (UTC-6 y UTC-5 en horario de verano).[5]

| Jornada 1            | Jornada 1 | Jornada 1   | Jornada 1               | Jornada 1   | Jornada 1 | Jornada 1    | Jornada 1  | Jornada 1 |
| Local                | Resultado | Visitante   | Estadio                 | Fecha       | Hora      | Espectadores | Amonestado | Expulsado |
| -------------------- | --------- | ----------- | ----------------------- | ----------- | --------- | ------------ | ---------- | --------- |
| América              | 2 - 1     | Toluca      | Cancha Centenario No. 5 | 8 de julio  | 15:45     | 650          | 2          | 0         |
| Atlas                | 1 - 0     | Tigres UANL | Jalisco                 | 9 de julio  | 12:00     | 530          | 5          | 0         |
| Pumas UNAM           | 3 - 0     | Mazatlán    | Olímpico Universitario  | 9 de julio  | 12:00     | 976          | 1          | 0         |
| Atlético de San Luis | 3 - 4     | Monterrey   | Alfonso Lastras         | 10 de julio | 17:00     | 1,269        | 4          | 0         |
| Santos               | 4 - 3     | Querétaro   | Corona                  | 10 de julio | 19:05     | 305          | 4          | 0         |
| Juárez               | 1 - 2     | Cruz Azul   | Olímpico Benito Juárez  | 10 de julio | 21:00     | 181          | 4          | 0         |
| Necaxa               | 0 - 2     | León        | Victoria                | 11 de julio | 17:00     | 567          | 4          | 1         |
| Pachuca              | 3 - 0     | Puebla      | Hidalgo                 | 11 de julio | 17:00     | 1,914        | 1          | 0         |
| Guadalajara          | 2 - 1     | Tijuana     | Akron                   | 11 de julio | 19:00     | 2,621        | 5          | 1         |

| Jornada 2   | Jornada 2 | Jornada 2            | Jornada 2          | Jornada 2   | Jornada 2 | Jornada 2    | Jornada 2  | Jornada 2 |
| Local       | Resultado | Visitante            | Estadio            | Fecha       | Hora      | Espectadores | Amonestado | Expulsado |
| ----------- | --------- | -------------------- | ------------------ | ----------- | --------- | ------------ | ---------- | --------- |
| Querétaro   | 3 - 2     | Monterrey            | Olímpico Alameda   | 15 de julio | 17:00     | 0            | 3          | 0         |
| Cruz Azul   | 0 - 0     | Tigres UANL          | Cancha 3, La Noria | 16 de julio | 12:00     | 173          | 2          | 0         |
| Guadalajara | 3 - 0     | Necaxa               | Akron              | 16 de julio | 21:00     | 3,299        | 1          | 0         |
| Mazatlán    | 1 - 2     | Juárez               | Kraken             | 16 de julio | 21:00     | 1,024        | 1          | 0         |
| Tijuana     | 2 - 0     | Atlético de San Luis | Caliente           | 17 de julio | 21:00     | 1,533        | 5          | 0         |
| Puebla      | 1 - 2     | Pumas UNAM           | Cuauhtémoc         | 18 de julio | 15:45     | 613          | 3          | 0         |
| Toluca      | 3 - 2     | Pachuca              | Nemesio Díez       | 18 de julio | 17:00     | 1,799        | 4          | 0         |
| León        | 1 - 1     | Atlas                | Nou Camp           | 18 de julio | 17:00     | 683          | 5          | 0         |
| América     | 2 - 0     | Santos               | Azteca             | 19 de julio | 19:00     | 3,411        | 1          | 0         |

| Jornada 3            | Jornada 3 | Jornada 3   | Jornada 3              | Jornada 3   | Jornada 3 | Jornada 3    | Jornada 3  | Jornada 3 |
| Local                | Resultado | Visitante   | Estadio                | Fecha       | Hora      | Espectadores | Amonestado | Expulsado |
| -------------------- | --------- | ----------- | ---------------------- | ----------- | --------- | ------------ | ---------- | --------- |
| Atlas                | 2 - 2     | América     | Jalisco                | 23 de julio | 12:00     | 986          | 1          | 2         |
| Pumas UNAM           | 1 - 2     | Toluca      | Olímpico Universitario | 23 de julio | 12:00     | 1,427        | 5          | 0         |
| Atlético de San Luis | 0 - 1     | Guadalajara | Alfonso Lastras        | 24 de julio | 17:00     | 2,199        | 7          | 2         |
| León                 | 0 - 2     | Cruz Azul   | Nou Camp               | 24 de julio | 17:00     | 1,658        | 7          | 0         |
| Necaxa               | 1 - 1     | Mazatlán    | Victoria               | 25 de julio | 17:00     | 582          | 7          | 0         |
| Tigres UANL          | 4 - 0     | Querétaro   | Universitario          | 25 de julio | 19:00     | 5,547        | 5          | 0         |
| Santos               | 3 - 2     | Pachuca     | Corona                 | 25 de julio | 19:00     | 433          | 7          | 0         |
| Monterrey            | 3 - 1     | Puebla      | BBVA                   | 25 de julio | 21:00     | 3,631        | 2          | 0         |
| Juárez               | 0 - 1     | Tijuana     | Olímpico Benito Juárez | 25 de julio | 21:00     | 1,098        | 2          | 0         |

| Jornada 4   | Jornada 4 | Jornada 4            | Jornada 4              | Jornada 4   | Jornada 4 | Jornada 4    | Jornada 4  | Jornada 4 |
| Local       | Resultado | Visitante            | Estadio                | Fecha       | Hora      | Espectadores | Amonestado | Expulsado |
| ----------- | --------- | -------------------- | ---------------------- | ----------- | --------- | ------------ | ---------- | --------- |
| Puebla      | 6 - 2     | Atlético de San Luis | Cuauhtémoc             | 28 de julio | 15:45     | 365          | 4          | 0         |
| Cruz Azul   | 0 - 0     | Atlas                | Cancha 3, La Noria     | 28 de julio | 15:45     | 164          | 2          | 0         |
| Pachuca     | 3 - 0     | León                 | Hidalgo                | 28 de julio | 17:05     | 1,422        | 6          | 0         |
| Guadalajara | 2 - 0     | Querétaro            | Akron                  | 28 de julio | 19:00     | 3,266        | 0          | 0         |
| Tijuana     | 2 - 2     | Monterrey            | Caliente               | 28 de julio | 21:00     | 1,833        | 3          | 0         |
| Juárez      | 1 - 4     | Pumas UNAM           | Olímpico Benito Juárez | 28 de julio | 21:05     | 406          | 1          | 0         |
| Toluca      | 2 - 0     | Santos               | Nemesio Díez           | 29 de julio | 17:00     | 1,513        | 3          | 0         |
| Tigres UANL | 2 - 0     | Necaxa               | Universitario          | 29 de julio | 19:00     | 4,637        | 2          | 0         |
| Mazatlán    | 0 - 3     | América              | Kraken                 | 29 de julio | 19:00     | 1,389        | 0          | 0         |

| Jornada 5            | Jornada 5 | Jornada 5   | Jornada 5        | Jornada 5   | Jornada 5 | Jornada 5    | Jornada 5  | Jornada 5 |
| Local                | Resultado | Visitante   | Estadio          | Fecha       | Hora      | Espectadores | Amonestado | Expulsado |
| -------------------- | --------- | ----------- | ---------------- | ----------- | --------- | ------------ | ---------- | --------- |
| Atlético de San Luis | 2 - 1     | Cruz Azul   | Alfonso Lastras  | 31 de julio | 17:00     | 991          | 2          | 0         |
| Querétaro            | 1 - 2     | Tijuana     | Olímpico Alameda | 31 de julio | 18:00     | 0            | 2          | 0         |
| Atlas                | 2 - 2     | Toluca      | Jalisco          | 1 de agosto | 15:45     | 247          | 1          | 0         |
| Necaxa               | 2 - 2     | Pumas UNAM  | Victoria         | 1 de agosto | 17:00     | 797          | 3          | 0         |
| Pachuca              | 0 - 1     | Guadalajara | Hidalgo          | 1 de agosto | 17:00     | 4,295        | 6          | 1         |
| América              | 0 - 1     | Tigres UANL | Azteca           | 1 de agosto | 19:00     | 5,332        | 5          | 0         |
| Santos               | 1 - 2     | León        | Corona           | 1 de agosto | 19:00     | 412          | 4          | 2         |
| Monterrey            | 1 - 1     | Juárez      | BBVA             | 1 de agosto | 21:00     | 3,843        | 4          | 0         |
| Mazatlán             | 1 - 0     | Puebla      | Kraken           | 1 de agosto | 21:00     | 631          | 2          | 0         |

| Jornada 6   | Jornada 6 | Jornada 6            | Jornada 6              | Jornada 6   | Jornada 6 | Jornada 6    | Jornada 6  | Jornada 6 |
| Local       | Resultado | Visitante            | Estadio                | Fecha       | Hora      | Espectadores | Amonestado | Expulsado |
| ----------- | --------- | -------------------- | ---------------------- | ----------- | --------- | ------------ | ---------- | --------- |
| Querétaro   | 2 - 2     | Mazatlán             | Olímpico Alameda       | 5 de agosto | 17:00     | 0            | 3          | 0         |
| Tigres UANL | 4 - 1     | Puebla               | Universitario          | 5 de agosto | 19:00     | 5,135        | 4          | 0         |
| Cruz Azul   | 0 - 1     | Santos               | Cancha 3, La Noria     | 6 de agosto | 12:00     | 136          | 4          | 0         |
| Pumas UNAM  | 3 - 0     | Atlético de San Luis | Olímpico Universitario | 6 de agosto | 17:00     | 1,870        | 4          | 0         |
| Guadalajara | 2 - 0     | Toluca               | Akron                  | 7 de agosto | 20:05     | 5,540        | 3          | 1         |
| Necaxa      | 0 - 4     | Monterrey            | Victoria               | 8 de agosto | 17:00     | 863          | 4          | 0         |
| León        | 2 - 2     | América              | Nou Camp               | 8 de agosto | 19:00     | 3,535        | 10         | 0         |
| Juárez      | 0 - 2     | Atlas                | Olímpico Benito Juárez | 8 de agosto | 19:00     | 809          | 4          | 1         |
| Tijuana     | 3 - 3     | Pachuca              | Caliente               | 8 de agosto | 21:00     | 1,833        | 5          | 0         |

| Jornada 7            | Jornada 7 | Jornada 7   | Jornada 7               | Jornada 7    | Jornada 7 | Jornada 7    | Jornada 7  | Jornada 7 |
| Local                | Resultado | Visitante   | Estadio                 | Fecha        | Hora      | Espectadores | Amonestado | Expulsado |
| -------------------- | --------- | ----------- | ----------------------- | ------------ | --------- | ------------ | ---------- | --------- |
| América              | 3 - 1     | Necaxa      | Cancha Centenario No. 5 | 11 de agosto | 15:45     | 636          | 4          | 0         |
| Monterrey            | 3 - 0     | León        | BBVA                    | 11 de agosto | 19:00     | 3,298        | 5          | 0         |
| Atlas                | 1 - 3     | Guadalajara | Jalisco                 | 13 de agosto | 12:00     | 4,512        | 4          | 0         |
| Puebla               | 3 - 2     | Tijuana     | Cuauhtémoc              | 14 de agosto | 12:00     | 465          | 2          | 0         |
| Atlético de San Luis | 2 - 0     | Juárez      | Alfonso Lastras         | 14 de agosto | 17:00     | 511          | 6          | 2         |
| Toluca               | 2 - 0     | Cruz Azul   | Nemesio Díez            | 15 de agosto | 17:00     | 1,820        | 5          | 0         |
| Pachuca              | 4 - 1     | Querétaro   | Hidalgo                 | 15 de agosto | 19:00     | 2,312        | 1          | 1         |
| Santos               | 1 - 2     | Pumas UNAM  | Corona                  | 15 de agosto | 21:00     | 438          | 2          | 0         |
| Mazatlán             | 0 - 8     | Tigres UANL | Kraken                  | 15 de agosto | 21:00     | 2,038        | 3          | 0         |

| Jornada 8   | Jornada 8 | Jornada 8            | Jornada 8          | Jornada 8       | Jornada 8 | Jornada 8    | Jornada 8  | Jornada 8 |
| Local       | Resultado | Visitante            | Estadio            | Fecha           | Hora      | Espectadores | Amonestado | Expulsado |
| ----------- | --------- | -------------------- | ------------------ | --------------- | --------- | ------------ | ---------- | --------- |
| Guadalajara | 3 - 1     | Santos               | Akron              | 19 de agosto    | 17:05     | 3,187        | 2          | 0         |
| Querétaro   | 0 - 0     | Atlas                | Olímpico Alameda   | 19 de agosto    | 19:00     | 0            | 4          | 0         |
| Tigres UANL | 3 - 1     | Pachuca              | Universitario      | 19 de agosto    | 20:00     | 7,437        | 6          | 0         |
| Tijuana     | 4 - 1     | Pumas UNAM           | Caliente           | 19 de agosto    | 21:05     | 1,733        | 1          | 0         |
| Cruz Azul   | 3 - 0     | Necaxa               | Cancha 1, La Noria | 20 de agosto    | 12:00     | 186          | 4          | 0         |
| Toluca      | 1 - 2     | Juárez               | Nemesio Díez       | 22 de agosto    | 17:00     | 1,548        | 4          | 0         |
| León        | 0 - 1     | Atlético de San Luis | Nou Camp           | 22 de agosto    | 21:00     | 614          | 5          | 0         |
| Mazatlán    | 0 - 1     | Monterrey            | Kraken             | 22 de agosto    | 21:00     | 667          | 2          | 0         |
| Puebla      | 1 - 0     | América              | Cuauhtémoc         | 4 de septiembre | 12:00     | 2,183        | 2          | 0         |

| Jornada 9            | Jornada 9 | Jornada 9   | Jornada 9               | Jornada 9       | Jornada 9 | Jornada 9    | Jornada 9  | Jornada 9 |
| Local                | Resultado | Visitante   | Estadio                 | Fecha           | Hora      | Espectadores | Amonestado | Expulsado |
| -------------------- | --------- | ----------- | ----------------------- | --------------- | --------- | ------------ | ---------- | --------- |
| Pumas UNAM           | 1 - 1     | Querétaro   | Olímpico Universitario  | 23 de agosto    | 18:00     | 1,098        | 1          | 0         |
| Atlas                | 0 - 2     | Tijuana     | Jalisco                 | 24 de agosto    | 15:45     | 129          | 0          | 0         |
| América              | 3 - 0     | Cruz Azul   | Cancha Centenario No. 5 | 24 de agosto    | 15:45     | 682          | 5          | 0         |
| Necaxa               | 3 - 3     | Puebla      | Victoria                | 24 de agosto    | 20:00     | 618          | 4          | 0         |
| Santos               | 1 - 4     | Tigres UANL | Corona                  | 24 de agosto    | 21:00     | 748          | 2          | 0         |
| Atlético de San Luis | 2 - 4     | Pachuca     | Alfonso Lastras         | 25 de agosto    | 17:00     | 911          | 8          | 0         |
| León                 | 3 - 1     | Mazatlán    | Nou Camp                | 25 de agosto    | 17:05     | 298          | 5          | 0         |
| Juárez               | 1 - 0     | Guadalajara | Olímpico Benito Juárez  | 25 de agosto    | 21:00     | 2,251        | 4          | 0         |
| Monterrey            | 5 - 2     | Toluca      | BBVA                    | 5 de septiembre | 21:00     | 0            | 4          | 0         |

| Jornada 10  | Jornada 10 | Jornada 10           | Jornada 10             | Jornada 10   | Jornada 10 | Jornada 10   | Jornada 10 | Jornada 10 |
| Local       | Resultado  | Visitante            | Estadio                | Fecha        | Hora       | Espectadores | Amonestado | Expulsado  |
| ----------- | ---------- | -------------------- | ---------------------- | ------------ | ---------- | ------------ | ---------- | ---------- |
| Atlas       | 2 - 1      | Santos               | Jalisco                | 27 de agosto | 12:00      | 405          | 1          | 1          |
| Querétaro   | 0 - 2      | Necaxa               | Olímpico Alameda       | 27 de agosto | 19:00      | 0            | 3          | 0          |
| Tijuana     | 1 - 3      | América              | Caliente               | 27 de agosto | 21:05      | 3,533        | 2          | 0          |
| Guadalajara | 7 - 0      | Mazatlán             | Akron                  | 28 de agosto | 12:00      | 6,894        | 1          | 0          |
| Cruz Azul   | 2 - 0      | Puebla               | Cancha 1, La Noria     | 28 de agosto | 15:45      | 168          | 3          | 1          |
| Pachuca     | 0 - 1      | Monterrey            | Hidalgo                | 28 de agosto | 17:00      | 1,945        | 3          | 0          |
| Tigres UANL | 3 - 0      | Pumas UNAM           | Universitario          | 28 de agosto | 19:00      | 5,467        | 4          | 0          |
| Juárez      | 2 - 4      | León                 | Olímpico Benito Juárez | 28 de agosto | 21:05      | 1,139        | 5          | 1          |
| Toluca      | 2 - 0      | Atlético de San Luis | Nemesio Díez           | 29 de agosto | 17:00      | 876          | 2          | 0          |

| Jornada 11           | Jornada 11 | Jornada 11  | Jornada 11              | Jornada 11       | Jornada 11 | Jornada 11   | Jornada 11 | Jornada 11 |
| Local                | Resultado  | Visitante   | Estadio                 | Fecha            | Hora       | Espectadores | Amonestado | Expulsado  |
| -------------------- | ---------- | ----------- | ----------------------- | ---------------- | ---------- | ------------ | ---------- | ---------- |
| Pumas UNAM           | 2 - 2      | Cruz Azul   | Olímpico Universitario  | 9 de septiembre  | 12:00      | 946          | 5          | 0          |
| Puebla               | 2 - 3      | Guadalajara | Cuauhtémoc              | 11 de septiembre | 12:00      | 4,685        | 4          | 0          |
| Atlético de San Luis | 1 - 5      | Tigres UANL | Alfonso Lastras         | 11 de septiembre | 17:00      | 1,753        | 3          | 0          |
| América              | 2 - 0      | Juárez      | Cancha Centenario No. 5 | 12 de septiembre | 15:45      | 638          | 0          | 0          |
| Necaxa               | 0 - 1      | Pachuca     | Victoria                | 12 de septiembre | 17:00      | 761          | 5          | 0          |
| León                 | 0 - 1      | Querétaro   | Nou Camp                | 12 de septiembre | 17:05      | 241          | 4          | 0          |
| Santos               | 1 - 2      | Tijuana     | Corona                  | 12 de septiembre | 19:00      | 225          | 5          | 0          |
| Monterrey            | 4 - 1      | Atlas       | BBVA                    | 12 de septiembre | 21:00      | 2,805        | 3          | 0          |
| Mazatlán             | 3 - 1      | Toluca      | Kraken                  | 12 de septiembre | 21:00      | 433          | 3          | 2          |

| Jornada 12  | Jornada 12 | Jornada 12           | Jornada 12             | Jornada 12       | Jornada 12 | Jornada 12   | Jornada 12 | Jornada 12 |
| Local       | Resultado  | Visitante            | Estadio                | Fecha            | Hora       | Espectadores | Amonestado | Expulsado  |
| ----------- | ---------- | -------------------- | ---------------------- | ---------------- | ---------- | ------------ | ---------- | ---------- |
| Querétaro   | 1 - 0      | Puebla               | Olímpico Alameda       | 16 de septiembre | 17:00      | 0            | 1          | 0          |
| Atlas       | 2 - 3      | Atlético de San Luis | Jalisco                | 17 de septiembre | 12:00      | 476          | 10         | 0          |
| Cruz Azul   | 1 - 0      | Mazatlán             | La Noria Cancha 3      | 17 de septiembre | 12:00      | 175          | 1          | 0          |
| Toluca      | 2 - 1      | Necaxa               | Nemesio Díez           | 19 de septiembre | 17:00      | 749          | 5          | 0          |
| Pachuca     | 3 - 0      | Pumas UNAM           | Hidalgo                | 19 de septiembre | 17:00      | 1,087        | 6          | 1          |
| América     | 1 - 2      | Monterrey            | Azteca                 | 19 de septiembre | 19:00      | 1,374        | 4          | 0          |
| Tijuana     | 2 - 2      | León                 | Caliente               | 19 de septiembre | 19:00      | 733          | 5          | 0          |
| Guadalajara | 1 - 0      | Tigres UANL          | Akron                  | 19 de septiembre | 21:00      | 6,544        | 4          | 0          |
| Juárez      | 4 - 1      | Santos               | Olímpico Benito Juárez | 19 de septiembre | 21:00      | 727          | 1          | 0          |

| Jornada 13           | Jornada 13 | Jornada 13  | Jornada 13             | Jornada 13       | Jornada 13 | Jornada 13   | Jornada 13 | Jornada 13 |
| Local                | Resultado  | Visitante   | Estadio                | Fecha            | Hora       | Espectadores | Amonestado | Expulsado  |
| -------------------- | ---------- | ----------- | ---------------------- | ---------------- | ---------- | ------------ | ---------- | ---------- |
| Necaxa               | 1 - 1      | Santos      | Victoria               | 22 de septiembre | 17:00      | 587          | 2          | 2          |
| Querétaro            | 2 - 3      | Toluca      | Olímpico Alameda       | 22 de septiembre | 17:05      | 0            | 3          | 0          |
| Atlético de San Luis | 1 - 3      | América     | Alfonso Lastras        | 22 de septiembre | 19:00      | 1,425        | 4          | 0          |
| Pachuca              | 4 - 0      | Atlas       | Hidalgo                | 22 de septiembre | 19:00      | 1,575        | 0          | 0          |
| Monterrey            | 1 - 0      | Cruz Azul   | BBVA                   | 22 de septiembre | 21:00      | 2,569        | 3          | 0          |
| Mazatlán             | 0 - 5      | Tijuana     | Kraken                 | 22 de septiembre | 21:00      | 539          | 1          | 0          |
| Pumas UNAM           | 1 - 2      | Guadalajara | Olímpico Universitario | 23 de septiembre | 17:00      | 5,838        | 3          | 1          |
| Tigres UANL          | 3 - 0      | Juárez      | Universitario          | 23 de septiembre | 19:00      | 5,358        | 3          | 0          |
| Puebla               | 0 - 3      | León        | Cuauhtémoc             | 20 de octubre    | 15:45      | 224          | 3          | 0          |

| Jornada 14           | Jornada 14 | Jornada 14  | Jornada 14             | Jornada 14       | Jornada 14 | Jornada 14   | Jornada 14 | Jornada 14 |
| Local                | Resultado  | Visitante   | Estadio                | Fecha            | Hora       | Espectadores | Amonestado | Expulsado  |
| -------------------- | ---------- | ----------- | ---------------------- | ---------------- | ---------- | ------------ | ---------- | ---------- |
| Cruz Azul            | 1 - 1      | Tijuana     | La Noria Cancha 3      | 25 de septiembre | 15:45      | 160          | 3          | 0          |
| Atlético de San Luis | 1 - 0      | Querétaro   | Alfonso Lastras        | 25 de septiembre | 17:00      | 853          | 4          | 0          |
| Atlas                | 2 - 0      | Puebla      | Jalisco                | 26 de septiembre | 15:45      | 139          | 3          | 0          |
| Toluca               | 1 - 4      | Tigres UANL | Nemesio Díez           | 26 de septiembre | 17:00      | 2,022        | 3          | 0          |
| León                 | 0 - 1      | Guadalajara | Nou Camp               | 26 de septiembre | 17:00      | 2,702        | 4          | 0          |
| América              | 2 - 1      | Pachuca     | Azteca                 | 26 de septiembre | 19:00      | 1,872        | 4          | 1          |
| Santos               | 3 - 2      | Mazatlán    | Corona                 | 26 de septiembre | 19:00      | 211          | 3          | 0          |
| Monterrey            | 6 - 0      | Pumas UNAM  | BBVA                   | 26 de septiembre | 21:00      | 1,595        | 2          | 0          |
| Juárez               | 3 - 0      | Necaxa      | Olímpico Benito Juárez | 26 de septiembre | 21:00      | 649          | 1          | 0          |

| Jornada 15  | Jornada 15 | Jornada 15           | Jornada 15             | Jornada 15       | Jornada 15 | Jornada 15   | Jornada 15 | Jornada 15 | Jornada 15 |
| Local       | Resultado  | Visitante            | Estadio                | Fecha            | Hora       | Espectadores | Amonestado | Expulsado  |            |
| ----------- | ---------- | -------------------- | ---------------------- | ---------------- | ---------- | ------------ | ---------- | ---------- | ---------- |
| Querétaro   | 0 - 1      | Cruz Azul            | Olímpico Alameda       | 30 de septiembre | 17:05      | 0            | 6          | 0          |            |
| Tijuana     | 1 - 0      | Toluca               | Caliente               | 30 de septiembre | 19:00      | 1,233        | 2          | 0          |            |
| Tigres UANL | 2 - 2      | Monterrey            | Universitario          | 30 de septiembre | 21:00      | 31,537       | 5          | 0          |            |
| Pumas UNAM  | 4 - 0      | León                 | Olímpico Universitario | 1 de octubre     | 12:00      | 935          | 7          | 0          |            |
| Puebla      | 1 - 3      | Santos               | Cuauhtémoc             | 2 de octubre     | 12:00      | 487          | 0          | 0          |            |
| Necaxa      | 0 - 2      | Atlas                | Victoria               | 2 de octubre     | 16:00      | 686          | 3          | 0          |            |
| Pachuca     | 3 - 2      | Juárez               | Hidalgo                | 2 de octubre     | 19:00      | 1,453        | 4          | 0          |            |
| Mazatlán    | 1 - 3      | Atlético de San Luis | Kraken                 | 2 de octubre     | 20:00      | 0            | 0          | 0          |            |
| Guadalajara | 2 - 2      | América              | Akron                  | 2 de octubre     | 21:00      | 18,488       | 4          | 0          |            |

| Jornada 16           | Jornada 16 | Jornada 16  | Jornada 16             | Jornada 16    | Jornada 16 | Jornada 16   | Jornada 16 | Jornada 16 | Jornada 16 |
| Local                | Resultado  | Visitante   | Estadio                | Fecha         | Hora       | Espectadores | Amonestado | Expulsado  |            |
| -------------------- | ---------- | ----------- | ---------------------- | ------------- | ---------- | ------------ | ---------- | ---------- | ---------- |
| Atlas                | 5 - 0      | Mazatlán    | Jalisco                | 15 de octubre | 12:00      | 545          | 1          | 0          |            |
| Cruz Azul            | 1 - 0      | Pachuca     | La Noria Cancha 3      | 15 de octubre | 12:00      | 142          | 8          | 1          |            |
| Atlético de San Luis | 0 - 2      | Santos      | Alfonso Lastras        | 16 de octubre | 17:00      | 1,299        | 1          | 0          |            |
| León                 | 2 - 0      | Tigres UANL | La Esmeralda Cancha 2  | 17 de octubre | 15:45      | 20           | 2          | 0          |            |
| América              | 6 - 1      | Pumas UNAM  | Cancha Centenario No.5 | 17 de octubre | 15:45      | 648          | 3          | 0          |            |
| Toluca               | 1 - 1      | Puebla      | Nemesio Díez           | 17 de octubre | 17:00      | 1,053        | 1          | 0          |            |
| Tijuana              | 1 - 1      | Necaxa      | Caliente               | 17 de octubre | 19:00      | 2,133        | 5          | 0          |            |
| Monterrey            | 1 - 0      | Guadalajara | BBVA                   | 17 de octubre | 21:00      | 5,394        | 3          | 0          |            |
| Juárez               | 2 - 1      | Querétaro   | Olímpico Benito Juárez | 17 de octubre | 21:00      | 665          | 5          | 0          |            |

| Jornada 17  | Jornada 17 | Jornada 17           | Jornada 17             | Jornada 17    | Jornada 17 | Jornada 17   | Jornada 17 | Jornada 17 | Jornada 17 |
| Local       | Resultado  | Visitante            | Estadio                | Fecha         | Hora       | Espectadores | Amonestado | Expulsado  |            |
| ----------- | ---------- | -------------------- | ---------------------- | ------------- | ---------- | ------------ | ---------- | ---------- | ---------- |
| Querétaro   | 0 - 1      | América              | Corregidora            | 21 de octubre | 16:30      | 0            | 2          | 0          |            |
| Pumas UNAM  | 3 - 2      | Atlas                | Olímpico Universitario | 21 de octubre | 17:00      | 1,078        | 5          | 1          |            |
| Puebla      | 0 - 3      | Juárez               | Cuauhtémoc             | 23 de octubre | 12:00      | 414          | 1          | 0          |            |
| León        | 1 - 2      | Toluca               | La Esmeralda Cancha 2  | 24 de octubre | 15:45      | 130          | 6          | 0          |            |
| Necaxa      | 0 - 2      | Atlético de San Luis | Victoria               | 24 de octubre | 17:00      | 549          | 3          | 0          |            |
| Guadalajara | 3 - 0      | Cruz Azul            | Akron                  | 24 de octubre | 19:00      | 5,196        | 2          | 0          |            |
| Tigres UANL | 5 - 2      | Tijuana              | Universitario          | 24 de octubre | 19:00      | 4,842        | 2          | 0          |            |
| Santos      | 0 - 4      | Monterrey            | Corona                 | 24 de octubre | 21:00      | 500          | 2          | 0          |            |
| Mazatlán    | 3 - 1      | Pachuca              | Kraken                 | 24 de octubre | 21:00      | 0            | 1          | 0          |            |

## Tabla General
- Datos según la página oficial de la competición.
- Fecha de actualización: 24 de octubre de 2022

|     | Equipos              | PJ | PG | PE | PP | GF | GC | Dif. | Pts. |
| --- | -------------------- | -- | -- | -- | -- | -- | -- | ---- | ---- |
| 1.  | Guadalajara          | 17 | 14 | 1  | 2  | 36 | 10 | 26   | 43   |
| 2.  | Monterrey            | 17 | 13 | 3  | 1  | 46 | 16 | 30   | 42   |
| 3.  | Tigres               | 17 | 12 | 2  | 3  | 48 | 13 | 35   | 38   |
| 4.  | América              | 17 | 11 | 3  | 3  | 37 | 16 | 21   | 36   |
| 5.  | Tijuana              | 17 | 8  | 5  | 4  | 34 | 25 | 9    | 29   |
| 6.  | Toluca               | 17 | 8  | 2  | 7  | 27 | 29 | -2   | 26   |
| 7.  | Pachuca              | 17 | 8  | 1  | 8  | 35 | 25 | 10   | 25   |
| 8.  | Cruz Azul            | 17 | 7  | 4  | 6  | 16 | 16 | 0    | 25   |
| 9.  | UNAM                 | 17 | 7  | 3  | 7  | 30 | 36 | -6   | 24   |
| 10. | Atlas                | 17 | 6  | 5  | 6  | 25 | 25 | 0    | 23   |
| 11. | Juárez               | 17 | 7  | 1  | 9  | 24 | 28 | -4   | 22   |
| 12. | León                 | 17 | 6  | 3  | 8  | 22 | 26 | -4   | 21   |
| 13. | Atlético de San Luis | 17 | 7  | 0  | 10 | 23 | 36 | -13  | 21   |
| 14. | Santos               | 17 | 6  | 1  | 10 | 24 | 36 | -12  | 19   |
| 15. | Querétaro            | 17 | 3  | 3  | 11 | 16 | 31 | -15  | 12   |
| 16. | Puebla               | 17 | 3  | 2  | 12 | 20 | 38 | -18  | 11   |
| 17. | Mazatlán             | 17 | 3  | 2  | 12 | 15 | 49 | -34  | 11   |
| 18. | Necaxa               | 17 | 1  | 5  | 11 | 12 | 35 | -23  | 8    |

| Simbología |
| --- |
| Pos – Posición; PJ – Partidos Jugados; PG - Partidos Ganados; PE - Partidos Empatados; PP - Partidos Perdidos; GF – Goles a Favor; GC – Goles en Contra; DIF – Diferencia de Goles; PTS - Puntos. |

|  | Líder, Clasifica a Liguilla (1.º Lugar). |
|  | Clasifica a Liguilla (2.º a 8.º Lugar).  |
|  | Último lugar.                            |

### Evolución de la clasificación
Fecha de actualización: 24 de octubre de 2022
| Equipo / Jornada     | 01 | 02 | 03 | 04 | 05 | 06 | 07 | 08  | 09  | 10  | 11 | 12 | 13  | 14  | 15  | 16  | 17 |
| -------------------- | -- | -- | -- | -- | -- | -- | -- | --- | --- | --- | -- | -- | --- | --- | --- | --- | -- |
| Guadalajara          | 7  | 2  | 1  | 1  | 1  | 1  | 1  | 1   | 1   | 1   | 1  | 1  | 1   | 1   | 1   | 1   | 1  |
| Monterrey            | 4  | 9  | 5  | 7  | 7  | 4  | 4  | 3   | 3*  | 4*  | 3  | 2  | 2   | 2   | 2   | 2   | 2  |
| Tigres               | 15 | 14 | 10 | 6  | 3  | 3  | 2  | 2   | 2   | 2   | 2  | 3  | 3   | 3   | 3   | 3   | 3  |
| América              | 8  | 3  | 2  | 2  | 4  | 5  | 5  | 5*  | 4*  | 3*  | 4  | 4  | 4   | 4   | 4   | 4   | 4  |
| Tijuana              | 12 | 8  | 6  | 8  | 6  | 6  | 7  | 6   | 6   | 5   | 5  | 5  | 5   | 5   | 5   | 5   | 5  |
| Toluca               | 13 | 11 | 7  | 4  | 5  | 8  | 6  | 7   | 8*  | 7*  | 8  | 7  | 7   | 7   | 8   | 9   | 6  |
| Pachuca              | 1  | 7  | 12 | 9  | 11 | 12 | 8  | 10  | 7   | 11  | 7  | 6  | 6   | 6   | 6   | 6   | 7  |
| Cruz Azul            | 6  | 5  | 3  | 5  | 8  | 10 | 11 | 8   | 10  | 8   | 9  | 8  | 8   | 8   | 7   | 7   | 8  |
| UNAM                 | 2  | 1  | 4  | 3  | 2  | 2  | 3  | 4   | 5   | 6   | 6  | 9  | 9   | 9   | 9   | 10  | 9  |
| Atlas                | 9  | 6  | 9  | 10 | 9  | 7  | 9  | 9   | 9   | 9   | 11 | 11 | 11  | 10  | 10  | 8   | 10 |
| Juárez               | 14 | 12 | 13 | 14 | 13 | 14 | 16 | 14  | 12  | 12  | 13 | 12 | 12  | 11  | 12  | 11  | 11 |
| León                 | 3  | 4  | 11 | 12 | 10 | 11 | 12 | 13  | 11  | 10  | 10 | 10 | 10* | 12* | 14* | 13* | 12 |
| Atlético de San Luis | 11 | 15 | 17 | 18 | 17 | 17 | 14 | 12  | 14  | 14  | 16 | 14 | 14  | 13  | 11  | 14  | 13 |
| Santos               | 5  | 13 | 8  | 11 | 12 | 9  | 10 | 11  | 13  | 13  | 14 | 16 | 16  | 14  | 13  | 12  | 14 |
| Querétaro            | 10 | 10 | 14 | 15 | 16 | 15 | 17 | 16  | 16  | 16  | 15 | 13 | 13  | 15  | 15  | 15  | 15 |
| Puebla               | 17 | 17 | 18 | 13 | 15 | 16 | 13 | 15* | 15* | 15* | 12 | 15 | 15* | 16* | 16* | 16* | 16 |
| Mazatlán             | 18 | 16 | 15 | 16 | 14 | 13 | 15 | 17  | 17  | 18  | 17 | 17 | 17  | 17  | 17  | 18  | 17 |
| Necaxa               | 16 | 18 | 16 | 17 | 18 | 18 | 18 | 18  | 18  | 17  | 18 | 18 | 18  | 18  | 18  | 17  | 18 |

* Indica la posición del equipo con un partido pendiente.

## Liguilla
|  | Cuartos de final | Cuartos de final | Cuartos de final | Cuartos de final | Cuartos de final |   |   | Semifinales | Semifinales | Semifinales | Semifinales | Semifinales |  |   | Final  | Final | Final | Final | Final |  |
|  |                  |                  |                  |                  |                  |   |   |             |             |             |             |             |  |   |        |       |       |       |       |  |
|  |                  |                  |                  |                  |                  |   |   |             |             |             |             |             |  |   |        |       |       |       |       |  |
|  | 2                | Monterrey        | 1                | 4                | 5                |   |   |             |             |             |             |             |  |   |        |       |       |       |       |  |
|  | 2                | Monterrey        | 1                | 4                | 5                |   |   |             |             |             |             |             |  |   |        |       |       |       |       |  |
|  | 7                | Pachuca          | 2                | 0                | 2                |   |   |             |             |             |             |             |  |   |        |       |       |       |       |  |
|  | 7                | Pachuca          | 2                | 0                | 2                |   | 2 | Monterrey   | 1           | 2           | 3           |             |  |   |        |       |       |       |       |  |
|  |                  |                  |                  |                  |                  |   | 2 | Monterrey   | 1           | 2           | 3           |             |  |   |        |       |       |       |       |  |
|  |                  |                  | 3                | Tigres           | 2                | 2 | 4 |             |             |             |             |             |  |   |        |       |       |       |       |  |
|  | 3                | Tigres           | 3                | Tigres           | 2                | 2 | 4 | 4           | 5           | 9           |             |             |  |   |        |       |       |       |       |  |
|  | 3                | Tigres           |                  |                  |                  |   |   |             |             | 9           |             |             |  |   |        |       |       |       |       |  |
|  | 6                | Toluca           | 0                | 0                | 0                |   |   |             |             |             |             |             |  |   |        |       |       |       |       |  |
|  | 6                | Toluca           | 0                | 0                | 0                |   |   |             |             |             |             |             |  | 3 | Tigres | 1     | 2     | 3     |       |  |
|  |                  |                  |                  |                  |                  |   |   |             |             |             |             |             |  | 3 | Tigres | 1     | 2     | 3     |       |  |
|  |                  |                  | 4                | América          | 0                | 0 | 0 |             |             |             |             |             |  |   |        |       |       |       |       |  |
|  | 1                | Guadalajara      | 4                | América          | 0                | 0 | 0 | 1           | 1           | 2           |             |             |  |   |        |       |       |       |       |  |
|  | 1                | Guadalajara      |                  |                  |                  |   |   |             |             | 2           |             |             |  |   |        |       |       |       |       |  |
|  | 8                | Cruz Azul        | 0                | 1                | 1                |   |   |             |             |             |             |             |  |   |        |       |       |       |       |  |
|  | 8                | Cruz Azul        | 0                | 1                | 1                |   | 1 | Guadalajara | 1           | 3           | 4           |             |  |   |        |       |       |       |       |  |
|  |                  |                  |                  |                  |                  |   | 1 | Guadalajara | 1           | 3           | 4           |             |  |   |        |       |       |       |       |  |
|  |                  |                  | 4                | América          | 3                | 3 | 6 |             |             |             |             |             |  |   |        |       |       |       |       |  |
|  | 4                | América          | 4                | América          | 3                | 3 | 6 | 1           | 2           | 3           |             |             |  |   |        |       |       |       |       |  |
|  | 4                | América          |                  |                  |                  |   |   |             |             | 3           |             |             |  |   |        |       |       |       |       |  |
|  | 5                | Tijuana          | 0                | 0                | 0                |   |   |             |             |             |             |             |  |   |        |       |       |       |       |  |
|  | 5                | Tijuana          | 0                | 0                | 0                |   |   |             |             |             |             |             |  |   |        |       |       |       |       |  |
|  |                  |                  |                  |                  |                  |   |   |             |             |             |             |             |  |   |        |       |       |       |       |  |

### Cuartos de final

#### Guadalajara – Cruz Azul
| 27 de octubre de 2022 | Cruz Azul | 0:1 (0:0) | Guadalajara             | Estadio Azteca, Ciudad de México                                   |                                                                    |
| 16:00 (UTC -5)        |           | Reporte   | 88' (pen.) A. Cervantes | Asistencia: 6,409 espectadores Árbitro(s): Karen Hernández Andrade | Asistencia: 6,409 espectadores Árbitro(s): Karen Hernández Andrade |

| 30 de octubre de 2022                      | Guadalajara      | 1:1 (1:0) (Global 2:1) | Cruz Azul       | Estadio Akron, Zapopan                                                |                                                                       |
| 16:40 (UTC -6)                             | 34' C. Jaramillo | Reporte                | 90+4' P.Becerra | Asistencia: 10,709 espectadores Árbitro(s): Miguel Ángel Anaya Suárez | Asistencia: 10,709 espectadores Árbitro(s): Miguel Ángel Anaya Suárez |
| Cruz Azul avanzó a Semifinales. Global 2:3 |                  |                        |                 |                                                                       |                                                                       |

#### Monterrey – Pachuca
| 28 de octubre de 2022 | Pachuca                          | 2:1 (0:0) | Monterrey          | Estadio Hidalgo, Pachuca                                                |                                                                         |
| 17:05 (UTC -5)        | M. Alvarado 75' · J. Hermoso 90' | Reporte   | 66' D. Evangelista | Asistencia: 1,593 espectadores Árbitro(s): Priscila Eritzel Pérez Borja | Asistencia: 1,593 espectadores Árbitro(s): Priscila Eritzel Pérez Borja |

| 31 de octubre de 2022                      | Monterrey                                                         | 4:0 (1:0) (Global 5:2) | Pachuca | Estadio BBVA, Guadalupe                                               |                                                                       |
| 21:00 (UTC -6)                             | C. Burkenroad 45' · R. Bernal 54' · A. Aviléz 56' · Y. Franco 68' | Reporte                |         | Asistencia: 4,533 espectadores Árbitro(s): Edgar Ulises Rangel Araujo | Asistencia: 4,533 espectadores Árbitro(s): Edgar Ulises Rangel Araujo |
| Monterrey avanzó a Semifinales. Global 5:2 |                                                                   |                        |         |                                                                       |                                                                       |

#### Tigres – Toluca
| 28 de octubre de 2022 | Toluca | 0:4 (0:3) | Tigres UANL                                                  | Estadio Nemesio Díez, Toluca                                           |                                                                        |
| 19:00 (UTC -5)        |        | Reporte   | 3' L. Mercado · 33' L. Ovalle · 36' M. Fishel · 66' S. Mayor | Asistencia: 2,457 espectadores Árbitro(s): Diana Stephanía Pérez Borja | Asistencia: 2,457 espectadores Árbitro(s): Diana Stephanía Pérez Borja |

| 31 de octubre de 2022                        | Tigres UANL                                                                 | 5:0 (2:0) (Global 9:0) | Toluca | Estadio Universitario, San Nicolás de los Garza                  |                                                                  |
| 19:00 (UTC -6)                               | M. Fishel 25' · L. Mercado 30' · B. Cruz 47' · S. Mayor 66' · L. Ovalle 77' | Reporte                |        | Asistencia: 4,479 espectadores Árbitro(s): Martín Molina Astorga | Asistencia: 4,479 espectadores Árbitro(s): Martín Molina Astorga |
| Tigres UANL avanzó a Semifinales. Global 9:0 |                                                                             |                        |        |                                                                  |                                                                  |

#### América – Tijuana
| 28 de octubre de 2022         | Tijuana | 0:1 (0:1) | América         | Estadio Caliente, Tijuana                                                |                                                                          |
| 19:06 (UTC -7) 21:06 (UTC -5) |         | Reporte   | 15' K. Palacios | Asistencia: 4,733 espectadores Árbitro(s): Lizzet Amairany García Olvera | Asistencia: 4,733 espectadores Árbitro(s): Lizzet Amairany García Olvera |

| 31 de octubre de 2022                    | América                          | 2:0 (1:0) (Global 3:0) | Tijuana | Estadio Azteca, Ciudad de México                                           |                                                                            |
| 17:00 (UTC -6)                           | S. Camberos 3' · A. González 54' | Reporte                |         | Asistencia: 5,998 espectadores Árbitro(s): Francia María González Martínez | Asistencia: 5,998 espectadores Árbitro(s): Francia María González Martínez |
| América avanzó a Semifinales. Global 3:0 |                                  |                        |         |                                                                            |                                                                            |

### Semifinales

#### Guadalajara – América
| 4 de noviembre de 2022 | América                                            | 3:1 (1:0) | Guadalajara        | Estadio Azteca, Ciudad de México                                            |                                                                             |
| 18:00 (UTC -6)         | B. Cuevas 33' · S. Camberos 58' · N. Hernández 67' | Reporte   | 90+1' J. Rodríguez | Asistencia: 30,274 espectadores Árbitro(s): Francia María González Martínez | Asistencia: 30,274 espectadores Árbitro(s): Francia María González Martínez |

| 7 de noviembre de 2022                | Guadalajara                                            | 3:3 (0:1) (Global 4:6) | América                                           | Estadio Akron, Zapopan                                                  |                                                                         |
| 19:00 (UTC -6)                        | A. Iturbide 67' · G. Valenzuela 81' · A. Cervantes 85' | Reporte                | 4' A. Pereira · 62' A. González · 90' K. Palacios | Asistencia: 25,899 espectadores Árbitro(s): Diana Stephanía Pérez Borja | Asistencia: 25,899 espectadores Árbitro(s): Diana Stephanía Pérez Borja |
| América avanzó a la Final. Global 4:6 |                                                        |                        |                                                   |                                                                         |                                                                         |

#### Monterrey – Tigres
| 4 de noviembre de 2022 | Tigres UANL      | 2:1 (1:0) | Monterrey     | Estadio Universitario, San Nicolás de los Garza                     |                                                                     |
| 20:06 (UTC -6)         | S. Mayor 4', 42' | Reporte   | 68' R. Bernal | Asistencia: 36,509 espectadores Árbitro(s): Karen Hernández Andrade | Asistencia: 36,509 espectadores Árbitro(s): Karen Hernández Andrade |

| 7 de noviembre de 2022               | Monterrey                   | 2:2 (1:1) (Global 3:4) | Tigres UANL                   | Estadio BBVA, Guadalupe                                                |                                                                        |
| 21:00 (UTC -6)                       | R. Bernal 4' · M. Salas 80' | Reporte                | 37' M. Fishel · 77' L. Ovalle | Asistencia: 42,315 espectadores Árbitro(s): Katia Itzel García Mendoza | Asistencia: 42,315 espectadores Árbitro(s): Katia Itzel García Mendoza |
| Tigres avanzó a la Final. Global 3:4 |                             |                        |                               |                                                                        |                                                                        |

### Final

#### Tigres - América
| 11 de noviembre de 2022 | América | 0:1 (1:1) | Tigres UANL   | Estadio Azteca, Ciudad de México                                            |                                                                             |
| 20:00 (UTC -6)          |         | Reporte   | 47' L. Ovalle | Asistencia: 52,654 espectadores Árbitro(s): Francia María González Martínez | Asistencia: 52,654 espectadores Árbitro(s): Francia María González Martínez |

| 14 de noviembre de 2022                             | Tigres UANL                 | 2:0 (1:0) (Global 3:0) | América | Estadio Universitario, San Nicolás de los Garza                        |                                                                        |
| 20:00 (UTC -6)                                      | L. Ovalle 21' · B. Cruz 49' | Reporte                |         | Asistencia: 41,615 espectadores Árbitro(s): Katia Itzel García Mendoza | Asistencia: 41,615 espectadores Árbitro(s): Katia Itzel García Mendoza |
| Tigres campeón del Torneo Apertura 2022. Global 3:0 |                             |                        |         |                                                                        |                                                                        |

##### Final - Ida
| 23    | POR   | Itzel González     |     |
| 2     | DEF   | Jocelyn Orejel     |     |
| 4     | DEF   | Andrea Pereira     |     |
| 15    | DEF   | Kimberly Rodríguez |     |
| 16    | DEF   | Sabrina Enciso     | 57' |
| 5     | MED   | Aurélie Kaci       |     |
| 8     | MED   | Betzy Cuevas       | 57' |
| 20    | MED   | Nicki Hernández    |     |
| 24    | MED   | Scarlett Camberos  |     |
| 7     | DEL   | Kiana Palacios     | 71' |
| 9     | DEL   | Katty Martínez     | 82' |
| D. T. | D. T. | Ángel Villacampa   |     |

| 1     | POR   | Cecilia Santiago  |     |
| 3     | DEF   | Blanca Sierra     | 25' |
| 4     | DEF   | Greta Espinoza    |     |
| 22    | DEF   | Anika Rodríguez   |     |
| 23    | DEF   | Jana Gutiérrez    | 60' |
| 27    | DEF   | Natalia Gaitán    | 82' |
| 7     | MED   | Liliana Mercado   |     |
| 14    | MED   | Lizbeth Ovalle    |     |
| 15    | MED   | Cristina Ferral   |     |
| 9     | DEL   | Stephany Mayor    |     |
| 10    | DEL   | Mia Fishel        |     |
| D. T. | D. T. | Carmelina Moscato |     |

| 26 | Defensa        | Karen Luna      | 57' |
| 10 | Delantero      | Alison González | 57' |
| 28 | Centrocampista | Andrea Falcón   | 71' |
| 17 | Centrocampista | Natalia Mauleón | 82' |

| 17 | Defensa        | Natalia Villarreal | 25' |
| 18 | Centrocampista | Belén Cruz         | 60' |
| 6  | Centrocampista | Nancy Antonio      | 82' |

| 47' | Lizbeth Ovalle | 0:1 |

| 17' · 18' · 35' · 72' · 74' · 90+2' | Kiana Palacios Betzy Cuevas Aurélie Kaci Ángel Villacampa Jocelyn Orejel Kimberly Rodríguez |

| 41' | Jana Gutiérrez |

| Principal  | Francia María González Martínez |
| Asistentes | Damaris Saray Jiménez Díaz      |
|            | María Fernanda Ávila Oropeza    |
| Cuarto     | Priscila Eritzel Pérez Borja    |

| Alineación inicial |

| 23    | POR   | Itzel González     |     |
| 2     | DEF   | Jocelyn Orejel     |     |
| 4     | DEF   | Andrea Pereira     |     |
| 15    | DEF   | Kimberly Rodríguez |     |
| 16    | DEF   | Sabrina Enciso     | 57' |
| 5     | MED   | Aurélie Kaci       |     |
| 8     | MED   | Betzy Cuevas       | 57' |
| 20    | MED   | Nicki Hernández    |     |
| 24    | MED   | Scarlett Camberos  |     |
| 7     | DEL   | Kiana Palacios     | 71' |
| 9     | DEL   | Katty Martínez     | 82' |
| D. T. | D. T. | Ángel Villacampa   |     |

| 1     | POR   | Cecilia Santiago  |     |
| 3     | DEF   | Blanca Sierra     | 25' |
| 4     | DEF   | Greta Espinoza    |     |
| 22    | DEF   | Anika Rodríguez   |     |
| 23    | DEF   | Jana Gutiérrez    | 60' |
| 27    | DEF   | Natalia Gaitán    | 82' |
| 7     | MED   | Liliana Mercado   |     |
| 14    | MED   | Lizbeth Ovalle    |     |
| 15    | MED   | Cristina Ferral   |     |
| 9     | DEL   | Stephany Mayor    |     |
| 10    | DEL   | Mia Fishel        |     |
| D. T. | D. T. | Carmelina Moscato |     |

| 26 | Defensa        | Karen Luna      | 57' |
| 10 | Delantero      | Alison González | 57' |
| 28 | Centrocampista | Andrea Falcón   | 71' |
| 17 | Centrocampista | Natalia Mauleón | 82' |

| 17 | Defensa        | Natalia Villarreal | 25' |
| 18 | Centrocampista | Belén Cruz         | 60' |
| 6  | Centrocampista | Nancy Antonio      | 82' |

| 47' | Lizbeth Ovalle | 0:1 |

| 17' · 18' · 35' · 72' · 74' · 90+2' | Kiana Palacios Betzy Cuevas Aurélie Kaci Ángel Villacampa Jocelyn Orejel Kimberly Rodríguez |

| 41' | Jana Gutiérrez |

| Principal  | Francia María González Martínez |
| Asistentes | Damaris Saray Jiménez Díaz      |
|            | María Fernanda Ávila Oropeza    |
| Cuarto     | Priscila Eritzel Pérez Borja    |

| Alineación inicial |

| 23    | POR   | Itzel González     |     |
| 2     | DEF   | Jocelyn Orejel     |     |
| 4     | DEF   | Andrea Pereira     |     |
| 15    | DEF   | Kimberly Rodríguez |     |
| 16    | DEF   | Sabrina Enciso     | 57' |
| 5     | MED   | Aurélie Kaci       |     |
| 8     | MED   | Betzy Cuevas       | 57' |
| 20    | MED   | Nicki Hernández    |     |
| 24    | MED   | Scarlett Camberos  |     |
| 7     | DEL   | Kiana Palacios     | 71' |
| 9     | DEL   | Katty Martínez     | 82' |
| D. T. | D. T. | Ángel Villacampa   |     |

| 1     | POR   | Cecilia Santiago  |     |
| 3     | DEF   | Blanca Sierra     | 25' |
| 4     | DEF   | Greta Espinoza    |     |
| 22    | DEF   | Anika Rodríguez   |     |
| 23    | DEF   | Jana Gutiérrez    | 60' |
| 27    | DEF   | Natalia Gaitán    | 82' |
| 7     | MED   | Liliana Mercado   |     |
| 14    | MED   | Lizbeth Ovalle    |     |
| 15    | MED   | Cristina Ferral   |     |
| 9     | DEL   | Stephany Mayor    |     |
| 10    | DEL   | Mia Fishel        |     |
| D. T. | D. T. | Carmelina Moscato |     |

| 26 | Defensa        | Karen Luna      | 57' |
| 10 | Delantero      | Alison González | 57' |
| 28 | Centrocampista | Andrea Falcón   | 71' |
| 17 | Centrocampista | Natalia Mauleón | 82' |

| 17 | Defensa        | Natalia Villarreal | 25' |
| 18 | Centrocampista | Belén Cruz         | 60' |
| 6  | Centrocampista | Nancy Antonio      | 82' |

| 47' | Lizbeth Ovalle | 0:1 |

| 17' · 18' · 35' · 72' · 74' · 90+2' | Kiana Palacios Betzy Cuevas Aurélie Kaci Ángel Villacampa Jocelyn Orejel Kimberly Rodríguez |

| 41' | Jana Gutiérrez |

| Principal  | Francia María González Martínez |
| Asistentes | Damaris Saray Jiménez Díaz      |
|            | María Fernanda Ávila Oropeza    |
| Cuarto     | Priscila Eritzel Pérez Borja    |

| Alineación inicial |

| 23    | POR   | Itzel González     |     |
| 2     | DEF   | Jocelyn Orejel     |     |
| 4     | DEF   | Andrea Pereira     |     |
| 15    | DEF   | Kimberly Rodríguez |     |
| 16    | DEF   | Sabrina Enciso     | 57' |
| 5     | MED   | Aurélie Kaci       |     |
| 8     | MED   | Betzy Cuevas       | 57' |
| 20    | MED   | Nicki Hernández    |     |
| 24    | MED   | Scarlett Camberos  |     |
| 7     | DEL   | Kiana Palacios     | 71' |
| 9     | DEL   | Katty Martínez     | 82' |
| D. T. | D. T. | Ángel Villacampa   |     |

| 1     | POR   | Cecilia Santiago  |     |
| 3     | DEF   | Blanca Sierra     | 25' |
| 4     | DEF   | Greta Espinoza    |     |
| 22    | DEF   | Anika Rodríguez   |     |
| 23    | DEF   | Jana Gutiérrez    | 60' |
| 27    | DEF   | Natalia Gaitán    | 82' |
| 7     | MED   | Liliana Mercado   |     |
| 14    | MED   | Lizbeth Ovalle    |     |
| 15    | MED   | Cristina Ferral   |     |
| 9     | DEL   | Stephany Mayor    |     |
| 10    | DEL   | Mia Fishel        |     |
| D. T. | D. T. | Carmelina Moscato |     |

| 26 | Defensa        | Karen Luna      | 57' |
| 10 | Delantero      | Alison González | 57' |
| 28 | Centrocampista | Andrea Falcón   | 71' |
| 17 | Centrocampista | Natalia Mauleón | 82' |

| 17 | Defensa        | Natalia Villarreal | 25' |
| 18 | Centrocampista | Belén Cruz         | 60' |
| 6  | Centrocampista | Nancy Antonio      | 82' |

| 47' | Lizbeth Ovalle | 0:1 |

| 17' · 18' · 35' · 72' · 74' · 90+2' | Kiana Palacios Betzy Cuevas Aurélie Kaci Ángel Villacampa Jocelyn Orejel Kimberly Rodríguez |

| 41' | Jana Gutiérrez |

| Principal  | Francia María González Martínez |
| Asistentes | Damaris Saray Jiménez Díaz      |
|            | María Fernanda Ávila Oropeza    |
| Cuarto     | Priscila Eritzel Pérez Borja    |

| Alineación inicial |

##### Final - Vuelta
| 1     | POR   | Cecilia Santiago   |     |
| 4     | DEF   | Greta Espinoza     |     |
| 22    | DEF   | Anika Rodríguez    |     |
| 17    | DEF   | Natalia Villarreal | 64' |
| 6     | MED   | Nancy Antonio      | 86' |
| 7     | MED   | Liliana Mercado    |     |
| 14    | MED   | Lizbeth Ovalle     | 45' |
| 15    | MED   | Cristina Ferral    |     |
| 18    | MED   | Belén Cruz         |     |
| 9     | DEL   | Stephany Mayor     |     |
| 10    | DEL   | Mia Fishel         |     |
| D. T. | D. T. | Carmelina Moscato  |     |

| 23    | POR   | Itzel González     |     |
| 2     | DEF   | Jocelyn Orejel     | 52' |
| 4     | DEF   | Andrea Pereira     |     |
| 16    | DEF   | Sabrina Enciso     |     |
| 15    | DEF   | Kimberly Rodríguez |     |
| 5     | MED   | Aurélie Kaci       | 81' |
| 18    | MED   | Amanda Pérez       | 52' |
| 20    | MED   | Nicki Hernández    |     |
| 24    | MED   | Scarlett Camberos  |     |
| 7     | DEL   | Kiana Palacios     |     |
| 10    | DEL   | Alison González    | 61' |
| D. T. | D. T. | Ángel Villacampa   |     |

| 20 | Delantero | Uchenna Kanu   | 45' |
| 23 | Defensa   | Jana Gutiérrez | 64' |
| 27 | Defensa   | Natalia Gaitán | 86' |

| 8  | Centrocampista | Betzy Cuevas    | 52' |
| 13 | Centrocampista | Eva González    | 52' |
| 9  | Delantero      | Katty Martínez  | 61' |
| 17 | Centrocampista | Natalia Mauleón | 81' |

| 21' · 49' | Lizbeth Ovalle Belén Cruz | 1:0 2:0 |

| 18' | Scarlett Camberos |

| Principal  | Katia Itzel García Mendoza   |
| Asistentes | Enedina Caudillo Gómez       |
|            | María Fernanda Márquez López |
| Cuarto     | Karen Hernández Andrade      |

| Alineación inicial |

| 1     | POR   | Cecilia Santiago   |     |
| 4     | DEF   | Greta Espinoza     |     |
| 22    | DEF   | Anika Rodríguez    |     |
| 17    | DEF   | Natalia Villarreal | 64' |
| 6     | MED   | Nancy Antonio      | 86' |
| 7     | MED   | Liliana Mercado    |     |
| 14    | MED   | Lizbeth Ovalle     | 45' |
| 15    | MED   | Cristina Ferral    |     |
| 18    | MED   | Belén Cruz         |     |
| 9     | DEL   | Stephany Mayor     |     |
| 10    | DEL   | Mia Fishel         |     |
| D. T. | D. T. | Carmelina Moscato  |     |

| 23    | POR   | Itzel González     |     |
| 2     | DEF   | Jocelyn Orejel     | 52' |
| 4     | DEF   | Andrea Pereira     |     |
| 16    | DEF   | Sabrina Enciso     |     |
| 15    | DEF   | Kimberly Rodríguez |     |
| 5     | MED   | Aurélie Kaci       | 81' |
| 18    | MED   | Amanda Pérez       | 52' |
| 20    | MED   | Nicki Hernández    |     |
| 24    | MED   | Scarlett Camberos  |     |
| 7     | DEL   | Kiana Palacios     |     |
| 10    | DEL   | Alison González    | 61' |
| D. T. | D. T. | Ángel Villacampa   |     |

| 20 | Delantero | Uchenna Kanu   | 45' |
| 23 | Defensa   | Jana Gutiérrez | 64' |
| 27 | Defensa   | Natalia Gaitán | 86' |

| 8  | Centrocampista | Betzy Cuevas    | 52' |
| 13 | Centrocampista | Eva González    | 52' |
| 9  | Delantero      | Katty Martínez  | 61' |
| 17 | Centrocampista | Natalia Mauleón | 81' |

| 21' · 49' | Lizbeth Ovalle Belén Cruz | 1:0 2:0 |

| 18' | Scarlett Camberos |

| Principal  | Katia Itzel García Mendoza   |
| Asistentes | Enedina Caudillo Gómez       |
|            | María Fernanda Márquez López |
| Cuarto     | Karen Hernández Andrade      |

| Alineación inicial |

| 1     | POR   | Cecilia Santiago   |     |
| 4     | DEF   | Greta Espinoza     |     |
| 22    | DEF   | Anika Rodríguez    |     |
| 17    | DEF   | Natalia Villarreal | 64' |
| 6     | MED   | Nancy Antonio      | 86' |
| 7     | MED   | Liliana Mercado    |     |
| 14    | MED   | Lizbeth Ovalle     | 45' |
| 15    | MED   | Cristina Ferral    |     |
| 18    | MED   | Belén Cruz         |     |
| 9     | DEL   | Stephany Mayor     |     |
| 10    | DEL   | Mia Fishel         |     |
| D. T. | D. T. | Carmelina Moscato  |     |

| 23    | POR   | Itzel González     |     |
| 2     | DEF   | Jocelyn Orejel     | 52' |
| 4     | DEF   | Andrea Pereira     |     |
| 16    | DEF   | Sabrina Enciso     |     |
| 15    | DEF   | Kimberly Rodríguez |     |
| 5     | MED   | Aurélie Kaci       | 81' |
| 18    | MED   | Amanda Pérez       | 52' |
| 20    | MED   | Nicki Hernández    |     |
| 24    | MED   | Scarlett Camberos  |     |
| 7     | DEL   | Kiana Palacios     |     |
| 10    | DEL   | Alison González    | 61' |
| D. T. | D. T. | Ángel Villacampa   |     |

| 20 | Delantero | Uchenna Kanu   | 45' |
| 23 | Defensa   | Jana Gutiérrez | 64' |
| 27 | Defensa   | Natalia Gaitán | 86' |

| 8  | Centrocampista | Betzy Cuevas    | 52' |
| 13 | Centrocampista | Eva González    | 52' |
| 9  | Delantero      | Katty Martínez  | 61' |
| 17 | Centrocampista | Natalia Mauleón | 81' |

| 21' · 49' | Lizbeth Ovalle Belén Cruz | 1:0 2:0 |

| 18' | Scarlett Camberos |

| Principal  | Katia Itzel García Mendoza   |
| Asistentes | Enedina Caudillo Gómez       |
|            | María Fernanda Márquez López |
| Cuarto     | Karen Hernández Andrade      |

| Alineación inicial |

| 1     | POR   | Cecilia Santiago   |     |
| 4     | DEF   | Greta Espinoza     |     |
| 22    | DEF   | Anika Rodríguez    |     |
| 17    | DEF   | Natalia Villarreal | 64' |
| 6     | MED   | Nancy Antonio      | 86' |
| 7     | MED   | Liliana Mercado    |     |
| 14    | MED   | Lizbeth Ovalle     | 45' |
| 15    | MED   | Cristina Ferral    |     |
| 18    | MED   | Belén Cruz         |     |
| 9     | DEL   | Stephany Mayor     |     |
| 10    | DEL   | Mia Fishel         |     |
| D. T. | D. T. | Carmelina Moscato  |     |

| 23    | POR   | Itzel González     |     |
| 2     | DEF   | Jocelyn Orejel     | 52' |
| 4     | DEF   | Andrea Pereira     |     |
| 16    | DEF   | Sabrina Enciso     |     |
| 15    | DEF   | Kimberly Rodríguez |     |
| 5     | MED   | Aurélie Kaci       | 81' |
| 18    | MED   | Amanda Pérez       | 52' |
| 20    | MED   | Nicki Hernández    |     |
| 24    | MED   | Scarlett Camberos  |     |
| 7     | DEL   | Kiana Palacios     |     |
| 10    | DEL   | Alison González    | 61' |
| D. T. | D. T. | Ángel Villacampa   |     |

| 20 | Delantero | Uchenna Kanu   | 45' |
| 23 | Defensa   | Jana Gutiérrez | 64' |
| 27 | Defensa   | Natalia Gaitán | 86' |

| 8  | Centrocampista | Betzy Cuevas    | 52' |
| 13 | Centrocampista | Eva González    | 52' |
| 9  | Delantero      | Katty Martínez  | 61' |
| 17 | Centrocampista | Natalia Mauleón | 81' |

| 21' · 49' | Lizbeth Ovalle Belén Cruz | 1:0 2:0 |

| 18' | Scarlett Camberos |

| Principal  | Katia Itzel García Mendoza   |
| Asistentes | Enedina Caudillo Gómez       |
|            | María Fernanda Márquez López |
| Cuarto     | Karen Hernández Andrade      |

| Alineación inicial |

| Campeón Apertura 2022 |
| --------------------- |
|                       |
| Tigres de la UANL     |
| 5° título             |

## Estadísticas

### Clasificación juego limpio
- Datos según la página oficial.
- Fecha de actualización: 1 de septiembre de 2022

| Lugar                                | Club                                 |          |          |          | Puntos   |
| ------------------------------------ | ------------------------------------ | -------- | -------- | -------- | -------- |
| 1                                    | Mazatlán                             | 12       | 0        | 0        | 12       |
| 2                                    | Tijuana                              | 10       | 1        | 0        | 13       |
| 3                                    | Tigres                               | 14       | 0        | 0        | 14       |
| 4                                    | UNAM                                 | 14       | 0        | 0        | 14       |
| 5                                    | Toluca                               | 12       | 1        | 0        | 15       |
| 6                                    | Puebla                               | 12       | 0        | 1        | 15       |
| 7                                    | América                              | 13       | 1        | 0        | 16       |
| 8                                    | Monterrey                            | 19       | 0        | 0        | 19       |
| 9                                    | Guadalajara                          | 15       | 1        | 1        | 21       |
| 10                                   | Atlas                                | 18       | 1        | 0        | 21       |
| 11                                   | Querétaro                            | 18       | 1        | 0        | 21       |
| 12                                   | Necaxa                               | 18       | 1        | 0        | 21       |
| 13                                   | Cruz Azul                            | 22       | 0        | 0        | 22       |
| 14                                   | Santos                               | 13       | 1        | 2        | 22       |
| 15                                   | Pachuca                              | 22       | 1        | 0        | 25       |
| 16                                   | Atlético de San Luis                 | 25       | 0        | 0        | 25       |
| 17                                   | León                                 | 25       | 0        | 1        | 28       |
| 18                                   | Juárez                               | 20       | 1        | 2        | 29       |
| Primera Tarjeta Amarilla             | Primera Tarjeta Amarilla             | 1 punto  | 1 punto  | 1 punto  | 1 punto  |
| Segunda Tarjeta Amarilla y Expulsión | Segunda Tarjeta Amarilla y Expulsión | 3 puntos | 3 puntos | 3 puntos | 3 puntos |
| Tarjeta Roja Directa                 | Tarjeta Roja Directa                 | 3 puntos | 3 puntos | 3 puntos | 3 puntos |

En caso de empate, la tabla general de posiciones es el principal criterio para desempatar.

### Porterías en Blanco
| Posición | Jugadora              | Club        | Porterías en Blanco | Partidos | Min. |
| -------- | --------------------- | ----------- | ------------------- | -------- | ---- |
| 1º       | Cecilia Santiago      | Tigres      | 6                   | 10       | 900  |
| 2º       | Ana Gabriela Paz      | Atlas       | 4                   | 10       | 900  |
| =        | Blanca Félix          | Guadalajara | 4                   | 8        | 720  |
| =        | Silvia Machuca        | Cruz Azul   | 4                   | 5        | 450  |
| 5º       | Daniela Lozano        | Toluca      | 3                   | 8        | 720  |
| =        | Alejandría Godínez    | Monterrey   | 3                   | 6        | 540  |
| 7º       | / Esthefanny Barreras | Pachuca     | 2                   | 10       | 900  |

### Máximas goleadoras
Lista con los máximas goleadoras del torneo.
- Datos según la página oficial.

 Fecha de actualización: 1 de septiembre de 2022
| Posición | Jugadora               | Club        | Goles | Min. | Frec.      |
| -------- | ---------------------- | ----------- | ----- | ---- | ---------- |
| 1º       | Mia Fishel             | Tigres      | 9     | 787  | 87.44 min  |
| 2º       | / Christina Burkenroad | Monterrey   | 8     | 778  | 97.25 min  |
| =        | Renae Cuéllar          | Tijuana     | 8     | 766  | 95.75 min  |
| =        | Charlyn Corral         | Pachuca     | 8     | 855  | 106.88 min |
| 5º       | Stephany Mayor         | Tigres      | 7     | 435  | 62.14 min  |
| =        | Kiana Palacios         | América     | 7     | 604  | 86.29 min  |
| 7º       | Stephanie Ribeiro      | UNAM        | 6     | 767  | 127.83 min |
| 8º       | Alicia Cervantes       | Guadalajara | 5     | 744  | 148.8 min  |
| =        | Carolina Jaramillo     | Guadalajara | 5     | 762  | 152.4 min  |
| =        | Uchenna Kanu           | Tigres      | 5     | 346  | 69.2 min   |

#### Tripletes o más
| Jugadora       | Club        | Local       | Resultado | Visita  | Goles       | Fecha               | Jornada   |
| -------------- | ----------- | ----------- | --------- | ------- | ----------- | ------------------- | --------- |
| Stephany Mayor | Tigres UANL | Tigres UANL | 4 – 1     | Puebla  | 5' 58' 64'  | 5 de agosto de 2022 | Jornada 6 |
| Charlyn Corral | Pachuca     | Tijuana     | 3 – 3     | Pachuca | 22' 52' 77' | 8 de agosto de 2022 | Jornada 6 |

### Asistencia
Lista con la asistencia de los partidos y equipos Liga MX Femenil.
 Fecha de actualización: 4 de septiembre de 2022

#### Por equipo
En los promedios solamente se cuentan los partidos que contaron con asistencia de público. El porcentaje de ocupación media está calculado con base en la capacidad total del estadio.
| Pos                | Equipo               | Total   | Media | Más alta | Más baja | % de Ocupación media |
| ------------------ | -------------------- | ------- | ----- | -------- | -------- | -------------------- |
| 1                  | Tigres               | 69,960  | 8,745 | 31,537   | 4,637    | 21.01%               |
| 2                  | Guadalajara          | 55,035  | 6,115 | 18,488   | 2,621    | 12.26%               |
| 3                  | Monterrey            | 23,135  | 2,892 | 5,394    | 1,595    | 5.40%                |
| 4                  | Pachuca              | 16,003  | 2,000 | 4,295    | 1,087    | 6.66%                |
| 5                  | Tijuana              | 14,564  | 1,821 | 3,533    | 733      | 6.66%                |
| 6                  | UNAM                 | 14,168  | 1,771 | 5,838    | 935      | 3.03%                |
| 7                  | América              | 15,243  | 1,694 | 5,332    | 636      | 4.55%                |
| 8                  | Toluca               | 11,380  | 1,423 | 2,022    | 749      | 5.21%                |
| 9                  | Atlético de San Luis | 11,211  | 1,246 | 2,199    | 511      | 4.61%                |
| 10                 | Puebla               | 9,436   | 1,179 | 4,685    | 224      | 2.49%                |
| 11                 | León                 | 9,881   | 1,098 | 3,535    | 20       | 4.51%                |
| 12                 | Atlas                | 7,969   | 885   | 4,512    | 129      | 1.61%                |
| 13                 | Juárez               | 7,925   | 881   | 2,251    | 181      | 4.47%                |
| 14                 | Mazatlán             | 6,721   | 747   | 2,038    | 0        | 3.69%                |
| 15                 | Necaxa               | 6,010   | 668   | 863      | 549      | 2.80%                |
| 16                 | Santos               | 3,272   | 409   | 748      | 211      | 1.40%                |
| 17                 | Cruz Azul            | 1,304   | 163   | 186      | 136      | 40.75%               |
| 18                 | Querétaro            | 0       | 0     | 0        | 0        | 0.00%                |
| Totales del Torneo | Totales del Torneo   | 283,217 | 1,851 | 31,537   | 0        | 4.81%                |

#### Por jornada
El listado excluye los partidos que fueron disputados a puerta cerrada.
| Asistencia por jornada | Asistencia por jornada | Asistencia por jornada | Asistencia por jornada | Asistencia por jornada            | Asistencia por jornada          | Asistencia por jornada |
| Jornada                | Asistencia total       | Promedio               | % de ocupación         | Partido mayor asistencia          | Partido menor asistencia        |                        |
| ---------------------- | ---------------------- | ---------------------- | ---------------------- | --------------------------------- | ------------------------------- | ---------------------- |
| 1                      | 9,013                  | 1,001                  | 3.15%                  | Guadalajara vs. Tijuana (2,621)   | Juárez vs. Cruz Azul (181)      |                        |
| 2                      | 12,535                 | 1,567                  | 4.48%                  | América vs. Santos (3,411)        | Cruz Azul vs. Tigres UANL (173) |                        |
| 3                      | 17,561                 | 1,951                  | 5.22%                  | Tigres UANL vs. Querétaro (5,547) | Santos vs. Pachuca (433)        |                        |
| 4                      | 14,995                 | 1,666                  | 5.88%                  | Tigres UANL vs. Necaxa (4,637)    | Cruz Azul vs. Atlas (164)       |                        |
| 5                      | 16,548                 | 2,068                  | 5.30%                  | América vs. Tigres UANL (5,332)   | Atlas vs. Toluca (247)          |                        |
| 6                      | 19,721                 | 2,465                  | 7.95%                  | Guadalajara vs. Toluca (5,540)    | Cruz Azul vs. Santos (136)      |                        |
| 7                      | 16,030                 | 1,781                  | 5.65%                  | Atlas vs. Guadalajara (4,512)     | Santos vs. Pumas UNAM (438)     |                        |
| 8                      | 17,555                 | 2,194                  | 7.23%                  | Tigres UANL vs. Pachuca (7,437)   | Cruz Azul vs. Necaxa (186)      |                        |
| 9                      | 6,735                  | 842                    | 2.74%                  | Juárez vs. Guadalajara (2,251)    | Atlas vs. Tijuana (129)         |                        |
| 10                     | 20,427                 | 2,553                  | 8.35%                  | Guadalajara vs. Mazatlán (6,894)  | Cruz Azul vs. Puebla (168)      |                        |
| 11                     |                        |                        |                        |                                   |                                 |                        |
| 12                     |                        |                        |                        |                                   |                                 |                        |
| 13                     |                        |                        |                        |                                   |                                 |                        |
| 14                     |                        |                        |                        |                                   |                                 |                        |
| 15                     |                        |                        |                        |                                   |                                 |                        |
| 16                     |                        |                        |                        |                                   |                                 |                        |
| 17                     |                        |                        |                        |                                   |                                 |                        |
| Total                  | 151,120                | 1,808                  | 4.81%                  | Tigres UANL vs. Pachuca (7,437)   | Atlas vs. Tijuana (129)         |                        |